# RocketMail
RocketMail è stato uno dei primi e più importanti servizi di posta elettronica gratuita accessibili dal web (webmail). Il servizio è stato sviluppato da Four11 Corporation e distribuito per la prima volta nel 1996 ponendosi subito in competizione con i servizi simili offerti da Hotmail. L'anno successivo, nel 1997, Four11 Corporation è stata acquisita da Yahoo! che ha utilizzato la base tecnica di RocketMail per sviluppare un proprio servizio di webmail denominato Yahoo! mail.
Agli utenti registrati su RocketMail prima dell'acquisizione di Yahoo! è stato consentito di conservare l'indirizzo di posta con dominio @rocketmail.com. Il 23 giugno del 2008 Yahoo! ha nuovamente abilitato la possibilità di registrare indirizzi di posta con dominio  @rocketmail.com. In quella occasione è stato abilitato anche il dominio @ymail.com.
Successivamente Yahoo! ha rimosso la possibilità di creare nuove utenze con dominio @rocketmail.com e @ymail.com. Contestualmente è stata disabilitata anche la possibilità di creare utenze con domini nazionali come ad esempio @yahoo.it o @yahoo.fr. In entrambi i casi i domini già registrati restano comunque attivi.